# Episodi di All American (prima stagione)
La prima stagione della serie televisiva All American, composta da 16 episodi, è stata trasmessa negli Stati Uniti su The CW dal 10 ottobre 2018 al 20 marzo 2019.
In Italia la stagione è stata trasmessa sul canale Premium Stories dal 14 aprile al 28 luglio 2019.
| n° | Titolo originale    | Titolo italiano            | Prima TV USA     | Prima TV Italia |
| -- | ------------------- | -------------------------- | ---------------- | --------------- |
| 1  | Pilot               | Beverly Hills              | 10 ottobre 2018  | 14 aprile 2019  |
| 2  | 99 Problems         | 99 problemi                | 17 ottobre 2018  | 21 aprile 2019  |
| 3  | i                   | Tutti per uno              | 24 ottobre 2018  | 28 aprile 2019  |
| 4  | Lose Yourself       | Il bonifico                | 7 novembre 2018  | 5 maggio 2019   |
| 5  | All We Got          | Tutto ciò che abbiamo      | 14 novembre 2018 | 12 maggio 2019  |
| 6  | The Choice Is Yours | La scelta è tua            | 28 novembre 2018 | 19 maggio 2019  |
| 7  | California Love     | Una serata indimenticabile | 5 dicembre 2018  | 26 maggio 2019  |
| 8  | Homecoming          | Il raduno                  | 12 dicembre 2018 | 2 giugno 2019   |
| 9  | Keep Ya Head Up     | A testa alta               | 16 gennaio 2019  | 9 giugno 2019   |
| 10 | m.A.A.d. city       | La petizione               | 23 gennaio 2019  | 16 giugno 2019  |
| 11 | All Eyez on Me      | Osservati speciali         | 30 gennaio 2019  | 23 giugno 2019  |
| 12 | Back in the Day     | Tanto tempo fa             | 6 febbraio 2019  | 30 giugno 2019  |
| 13 | Legacy              | Sotto pressione            | 27 febbraio 2019 | 7 luglio 2019   |
| 14 | Regulate            | La verità                  | 6 marzo 2019     | 14 luglio 2019  |
| 15 | Best Kept Secret    | Un segreto ben custodito   | 13 marzo 2019    | 21 luglio 2019  |
| 16 | Championships       | Championship               | 20 marzo 2019    | 28 luglio 2019  |